# Ocrana
Ocrana (in der Eigenschreibweise OCRANA) war ein erfolgreicher deutscher E-Sport-Clan. Am 2. November 1996 wurde der am 30. Oktober 1996 gegründete Clan offiziell beim Softwarehersteller id software als Quake-World-Clan registriert. Die Registrierungsnummer bei id software war die ID 761. Ende 2008 löste sich Ocrana nach einem missglückten Versuch, wieder Anschluss zum professionellen E-Sport zu finden, auf.
Der Name Ocrana ist ein Fantasiename, die Ähnlichkeit mit dem russischen Wort "охрана" (Ochrana), ein Oberbegriff für die Geheimdienste und Geheimpolizei des zaristischen Russlands, ist rein zufällig.
Ocrana kann als erster deutscher Proficlan im E-Sport gesehen werden, noch vor SK Gaming (Gründung 1997).

## Geschichte

### Die frühen Jahre
Im Oktober 1997 sicherte sich Ocrana in dem Computerspiel Quake den ersten Platz in der Deutschen Clanliga (DeCL) (heute: Electronic Sports League) und wurde damit der erste deutsche Meister im E-Sport. Auch die darauffolgenden beiden Saisons beendete der Clan auf dem ersten Platz.
Im Juni 1999 wandte sich Ocrana von Quake ab, um sich anderen Spielen zu widmen. Nach einem mehr oder weniger ereignislosen Jahr kam es 2000 zu einigen einschneidenden Veränderungen. Im Juni 2000 wurde in dem Webportal startseite.de ein Sponsor gefunden, der Reisen zu Turnieren wie beispielsweise den CPL Championships in Dallas finanzierte. Im Zuge dessen wurde der Name OCRANA im Juli beim Deutschen Patent- und Markenamt registriert. Im August wurde eine Unreal-Tournament-Mannschaft vorgestellt und auch in Counter-Strike wurde eine Sektion eröffnet.

### Die Blütezeit
Im August 2002 wurde D-Link Hauptsponsor des Clans. Wenige Monate später kam mit ATI ein weiterer bedeutender Sponsor hinzu. Zu diesem Zeitpunkt gehörte Ocrana zusammen mit mTw und SK Gaming zu den erfolgreichsten deutschen Clans. Es kamen neue Mannschaften, z. B. in Warcraft III, FIFA und Return to Castle Wolfenstein, hinzu und die Teams von Ocrana nahmen auf vielen großen Turnieren auf der ganzen Welt teil.
Ebenfalls im August 2002 wurde das finnische Counter-Strike-Team Ewok in den Clan integriert. Es war die erste nicht-deutschsprachige Sektion bei Ocrana. Juli 2003 verließ sie den Clan allerdings wieder. Dafür nahm im selben Jahr das deutsche Counter-Strike-Team von Ocrana an den World Cyber Games in Südkorea teil.
Im April 2004 trat D-Link die Position als Hauptsponsor an ATI ab, blieb aber als Sponsor erhalten.
Ab Juli 2004 erschien das OCRANA Magazin, ein kostenloses E-Magazin mit Spieletests. Neben Interviews und Hintergrundberichten der Ocrana-Spieler kamen in den insgesamt vier Ausgaben auch Entwickler wie beispielsweise Gerald Köhler von EA Sports zu Wort.
In Kooperation mit Fujitsu Siemens Computers wurde 2005 eine Live-for-Speed-Turnierserie mit dem Namen Ocrana Racing Challenge veranstaltet, welche sich hauptsächlich an Amateurspieler richtete.

### Die Abkehr vom traditionellen E-Sport
Anfang 2006 kam es im Hause Ocrana zu einer drastischen Umstrukturierung. Alle Mannschaften, mit Ausnahme der Live-for-Speed- und Pro-Evolution-Soccer-Teams, wurden entlassen, darunter auch die in der ESL Pro Series spielenden Teams in Counter-Strike und FIFA. Eine GmbH wurde gegründet, mit der man sich zukünftig auf Sportspiele beschränken wollte, da man in Ego-Shootern kein ausreichendes Vermarktungspotential sah. Projekte wie die Ocrana Racing Challenge sollten eine wichtige Rolle bei der neuen Ausrichtung des Clans einnehmen.
Im Sommer 2006 veranstaltete Ocrana in Zusammenarbeit mit der Sport- und Jugendpflege der Stadt Nauheim einen Pro-Evolution-Soccer-Tag, bei dem die Kinder und Jugendlichen von den Spielern erfuhren, wie spannend Sportspiele in professioneller Hinsicht sein können.

### Die Rückkehr und das Ende
Im März 2007 verließ das Live for Speed-Team Ocrana in Richtung SK Gaming, womit der Clan seine letzten Leistungsträger verlor. Daraufhin sah man ein, dass das Projekt gescheitert war und Ocrana in dieser Form keine Zukunft hatte. Das Management trat zurück und überließ die Leitung des Clans Christian "dEF" Seifert. Ocrana kehrte zu seinen Wurzeln zurück und nahm wieder Ego-Shooter-Mannschaften auf, unter anderem in Counter-Strike, Call of Duty und Enemy Territory: Quake Wars.
Mitte 2008 wurde schließlich ein FIFA-Team übernommen, das in der ESL Pro Series spielte, und in Counter-Strike: Source zog Ocrana ebenfalls in die EPS ein. Damit war Ocrana nach zweieinhalb Jahren wieder in der höchsten deutschen Spielklasse vertreten. Jedoch gelang es dem neuen Management nicht, sich auf Dauer erneut im E-Sport zu etablieren und stabile Strukturen aufzubauen. Die großen Erfolge blieben aus und daraufhin verabschiedete sich Ocrana in die Inaktivität.

### Gegenwart
Obgleich Ocrana in seiner bekannten Form als E-Sport-Clan 2008 aufhörte zu existieren, entschied sich einige Zeit später einer der fünf Gründerväter, Oliver 'BuLL' Paul, den Namen, das Logo sowie die Webpräsenz weiter zu nutzen. Ocrana ist seitdem eine Gilde für MMORPGs, allen voran für Guild Wars 2 sowie für Star Wars: The Old Republic. An eine Rückkehr in den kompetitiven E-Sport, dem der Clan seine Bekanntheit verdankt, scheint es bis heute (Stand: 2019) kein Interesse zu geben.

## Erfolge (Auszug)

### Quakeworld
- 1. Platz DeCL Saison 1997
- 1. Platz Q-Nite Berlin 1997
- 1. Platz DeCL Saison 1998 (1)
- 1. Platz DeCL Saison 1998 (2)
- 1. Platz Qonference Dortmund 1998

### Quake 3 Arena
- 1. Platz ClanBase Eurocup I, Gruppe B 2000
- 1. Platz CPL Qualifikationsturnier 2000, Frankreich
- 2. Platz DeCL Saison 2000
- 1. Platz WWCL Finals 2002

### Unreal Tournament

#### UT 99
- 2. Platz ClanBase Opencup UT 2000
- 2. Platz Unreal Liga Deutschland CTF 2001
- 1. Platz Clanbase CTF Eurocup 2001
- 1. Platz CPL Euro 2001 BYOC, Niederlande
- 1. Platz CPL Euro 2001, Niederlande
- 1. Platz Clanbase TDM Eurocup 2002
- 1. Platz Clanbase CTF Eurocup 2002
- 1. Platz GameStar CTF Turnier 2002
- 1. Platz Unreal Liga Deutschland CTF 2002

#### UT 2003, 2004
- 1. Platz kuh3liga CTF Invite Cup 2003
- 1. Platz ClanBase CTF Cup 2003
- 1. Platz UT 2004 CL 2005
- 1. Platz Unreal Liga Deutschland CTF 2003

### Counter-Strike
- 1. Platz ClanBase Opencup CS 2000
- 2. Platz Clanbase Counterstrike Challenge
- 1. Platz ESL Pro Series 2004, Saison IV
- 2. Platz ESL Pro Series 2004, Saison V
- 2. Platz NGL Finals 2005
- 1. Platz ESL Pro Series 2005, Saison VI
- 1. Platz GIGA Allstars 2005

### Return to Castle Wolfenstein
- 2. Platz WWCL Finals 2002
- 1. Platz RtCW Liga 2002
- 6. Platz Quakecon 2002, Dallas, USA
- 1. Platz RtCW Liga 2003
- 7. Platz Quakecon 2003, Dallas, USA

### Warcraft III
- 1. Platz ESPL Cup 2002
- 1. Platz ClanBase Eurocup 2002
- 1. Platz WC3L 2002
- 2. Platz ESL Pro Series 2003, Saison II
- 2. Platz ESL Pro Series 2003, Saison III
- 1. Platz WWCL Finals 2004
- 1. Platz ESL Pro Series 2004, Saison IV

### FIFA
- 1. Platz Cebit MSI Challenge 2003
- 5. Platz WCG 2004, San Francisco, USA

### Live for Speed
- 1. Platz Endurance League 2004
- 2. Platz ESL Pro Series 2004, Saison IV
- 1. Platz Endurance League 2005
- 1. Platz ESL Pro Series 2005, Saison VI
- 2. Platz ESL Pro Series 2005, Saison VI
- 1. Platz ESL Pro Series 2006, Saison VIII
- 2. Platz ESL Pro Series 2006, Saison IX

### Call of Duty
- 1. Platz ClanBase COD Summercup 2004
- 1. Platz Clanbase Eurocup 2004
- 2. Platz Clanbase Eurocup 2005

### Halo (Xbox)
- 1. Platz WCG Qualifikation 2004
- 2. Platz WCG Qualifikation 2004
- 4. Platz WCG 2004, San Francisco, USA
- 1. Platz Samsung European Championship 2005, CeBit
- 2. Platz WCG Qualifikation 2005

### Pro Evolution Soccer
- 5. Platz Konami PES Europameisterschaft 2005, Italien
- 2. Platz ESL Premiership 2006, Saison I
- 1. Platz ESL Premiership 2006, Saison II
- 1. Platz WWCL Finals 2006
- 1. Platz NGL Finals 2006
- 1. Platz Konami Deutsche Meisterschaft 2006
- 1. Platz Konami Europameisterschaft 2006, Irland

### Trackmania Nations
- 4. Platz ESWC 2006

### Enemy Territory: Quake Wars
- 2. Platz i3d Beta Cup 2007
- 2. Platz ESL International Demo Cup 2007
- 1. Platz ESL German Beta Cup 2007
- 2. Platz ClanBase OpenBeta Cup 2007
- 2. Platz QWL Open Beta Cup 2007
- 3. Platz inquake Cup #2 2007